# Mauro Junqueira
Mauro Junqueira es un deportista brasileño que compitió en judo. Ganó tres medallas en el Campeonato Panamericano de Judo entre los años 1974 y 1978.

## Palmarés internacional
| Campeonato Panamericano | Campeonato Panamericano   | Campeonato Panamericano | Campeonato Panamericano |
| Año                     | Lugar                     | Medalla                 | Categoría               |
| ----------------------- | ------------------------- | ----------------------- | ----------------------- |
| 1974                    | Ciudad de Panamá (Panamá) | Medalla de oro          | –63 kg                  |
| 1976                    | Maracaibo (Venezuela)     | Medalla de bronce       | –63 kg                  |
| 1978                    | Buenos Aires (Argentina)  | Medalla de bronce       | –65 kg                  |